# Miqueliopuntia miquelii
Miqueliopuntia miquelii är en kaktusväxtart som först beskrevs av Monv., och fick sitt nu gällande namn av Friedrich Ritter. Miqueliopuntia miquelii ingår i släktet Miqueliopuntia och familjen kaktusväxter. Inga underarter finns listade i Catalogue of Life.

## Bildgalleri

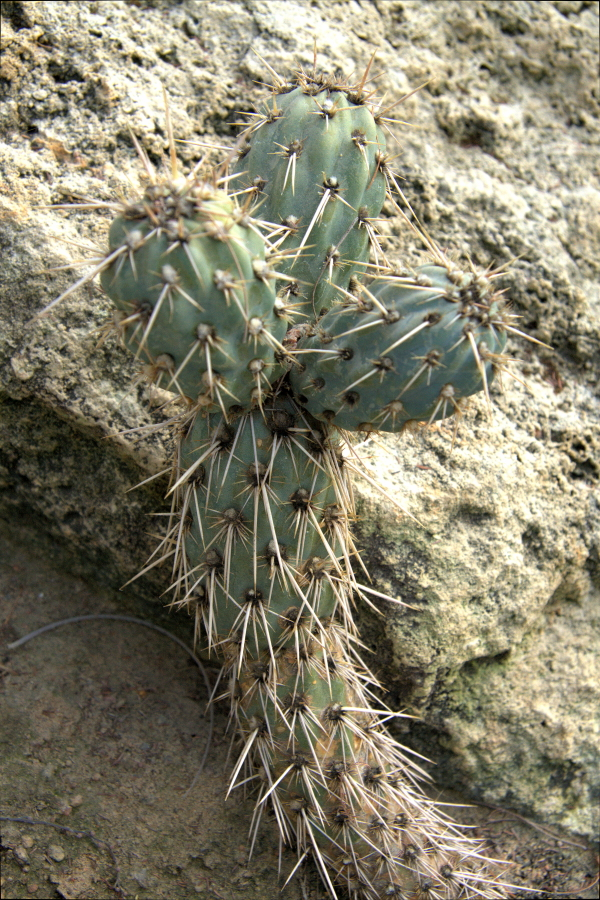
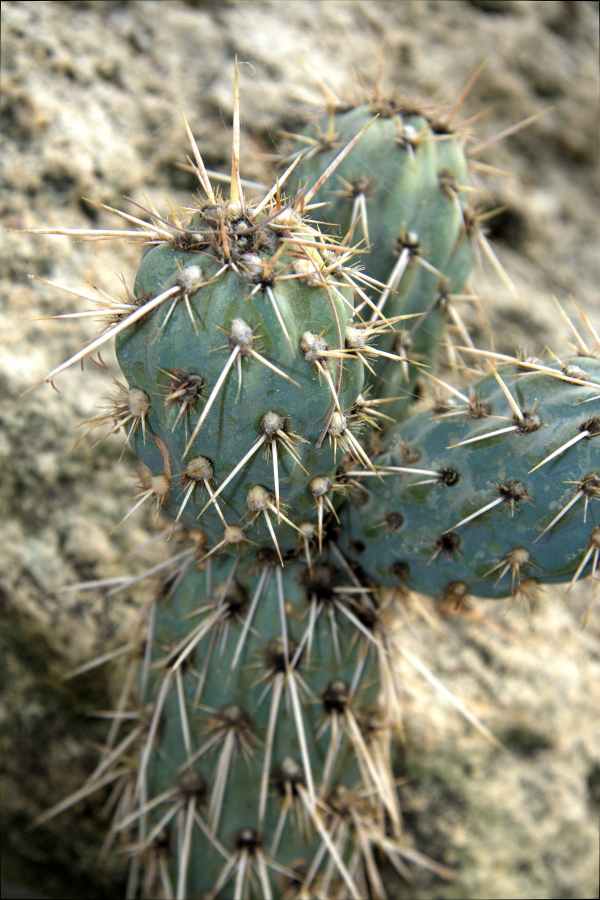
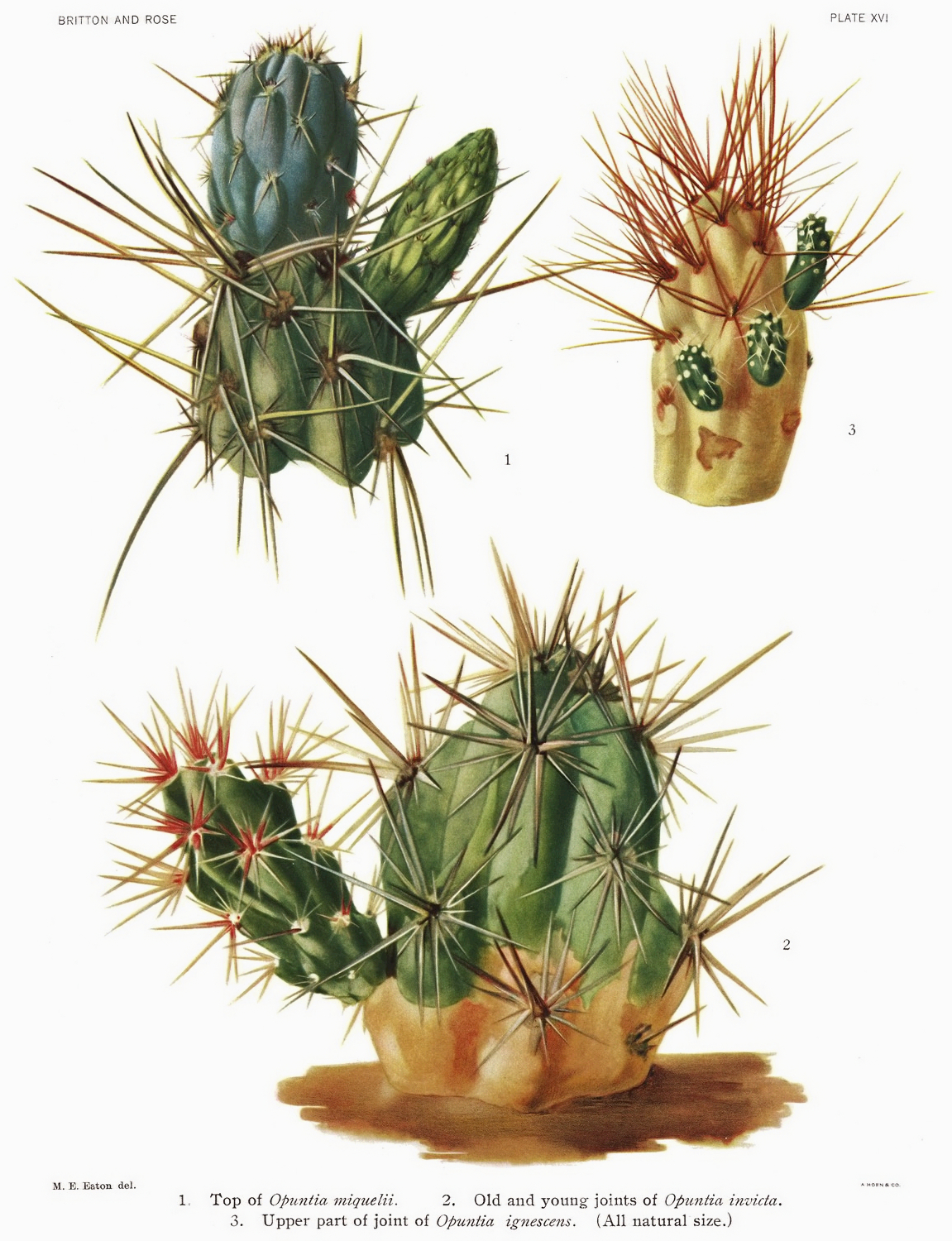
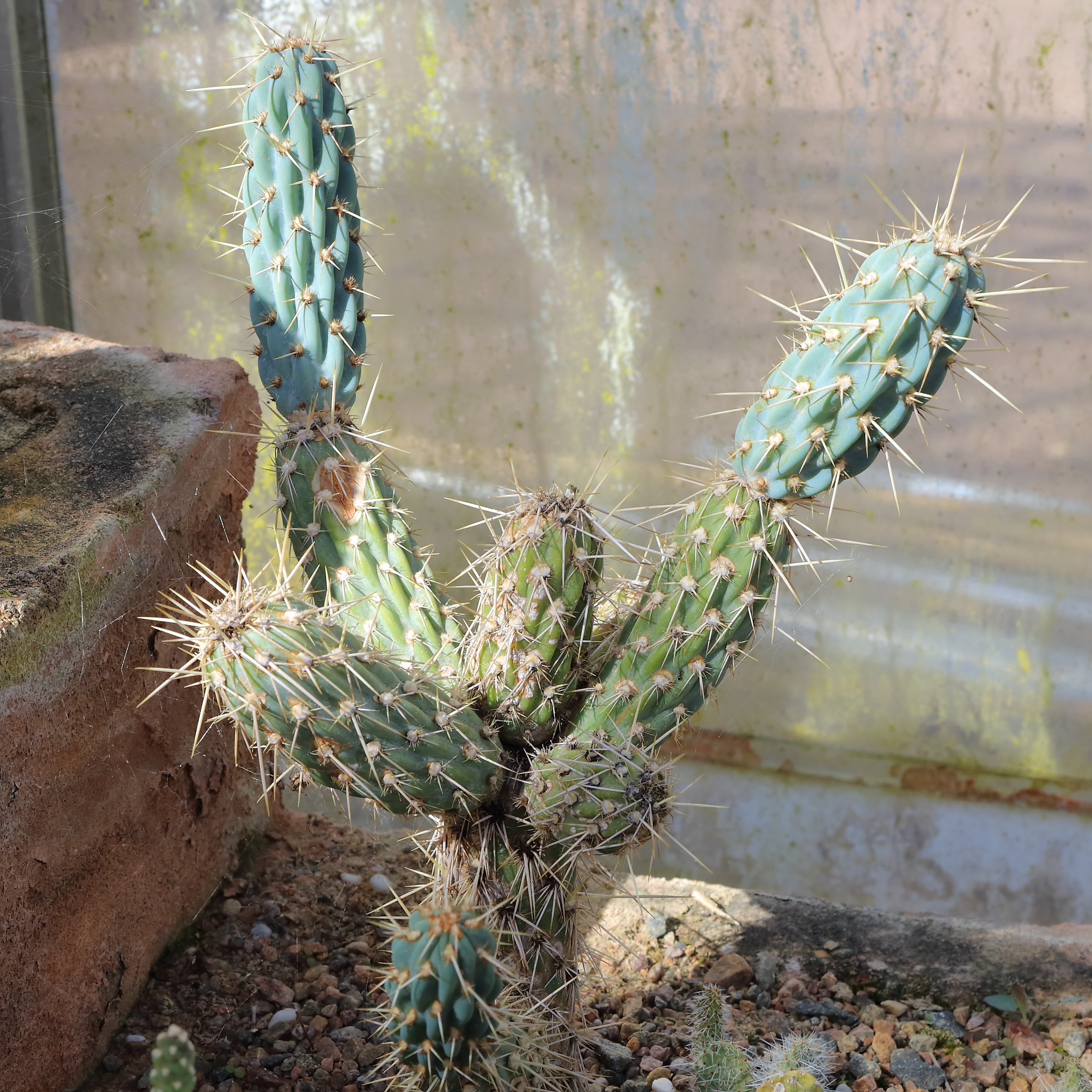
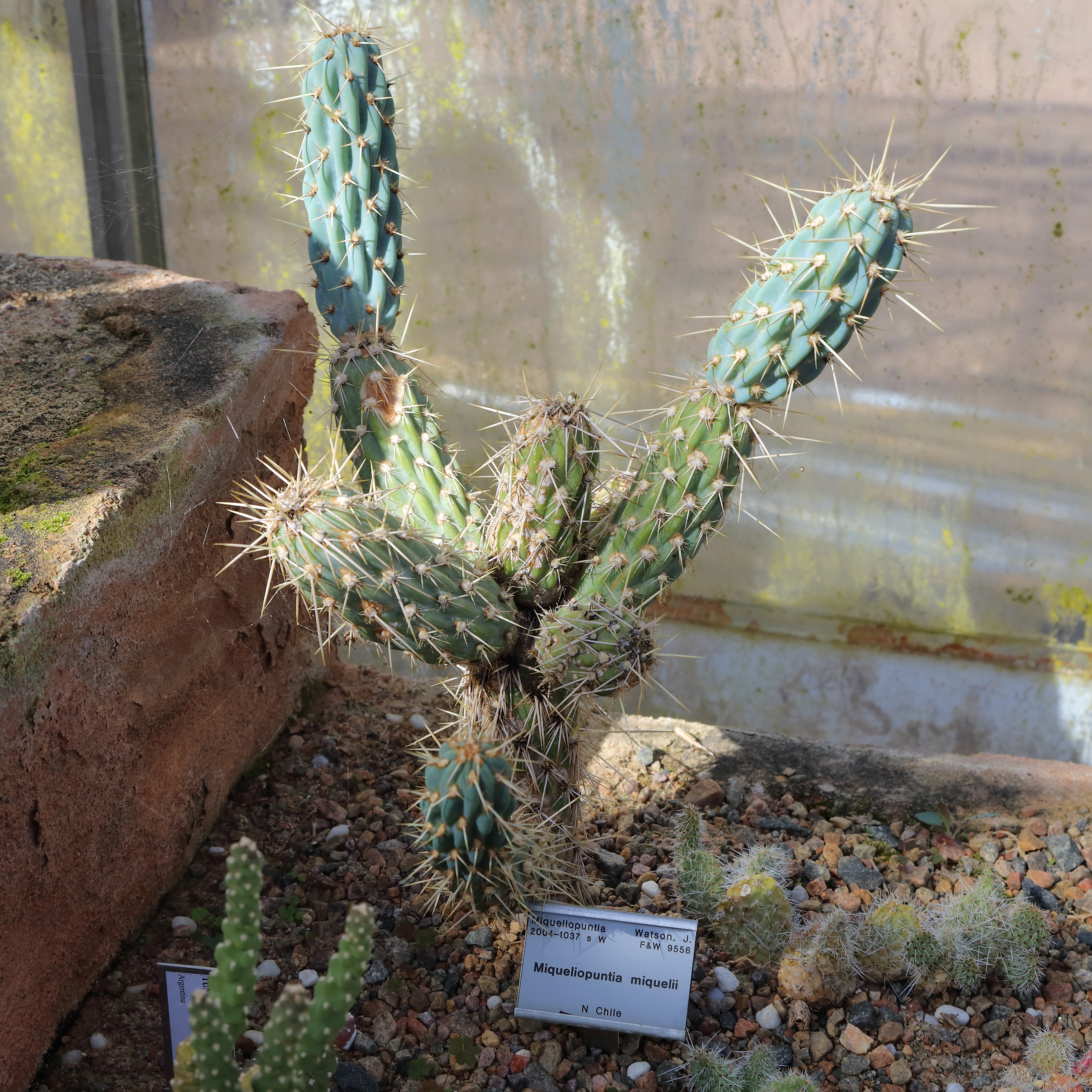